# My Little Pony: Equestria Girls: Igrzyska Przyjaźni
My Little Pony: Equestria Girls: Igrzyska Przyjaźni (ang. My Little Pony: Equestria Girls: Friendship Games) – amerykańsko-kanadyjski film animowany z 2015 roku w reżyserii Ishi Rudella. Kontynuacja filmu My Little Pony: Equestria Girls: Rainbow Rocks z 2014 roku, spin-off serialu My Little Pony: Przyjaźń to magia oraz trzeci film z serii Equestria Girls. Wyprodukowana przez wytwórnię Hasbro Studios i DHX Media.
Premiera filmu odbyła się w Stanach Zjednoczonych 26 września 2015 na amerykańskim kanale Discovery Family. W Polsce film zadebiutował 14 października 2015 na antenie Teletoon+.

## Fabuła
W liceum Canterlot zostają zorganizowane Igrzyska Przyjaźni, zawody sportowe o bardzo długiej tradycji. Rainbow Dash, Applejack, Pinkie Pie, Rarity i Fluttershy postanawiają wziąć udział w zawodach i powalczyć o pierwsze miejsce w różnych dyscyplinach z rywalkami z Akademii Crystal Prep. W przeciwnej drużynie znajduje się dziewczyna, która przypomina... Twilight Sparkle. Sunset Shimmer musi utrzymać w tajemnicy przed przeciwną drużyną o kontrolowanie magii, ponieważ wicedyrektorka Luna nie chce, aby uczennice z liceum Canterlot zostały posądzone o nieuczciwą grę.

## Obsada
- Tara Strong – Twilight Sparkle
- Ashleigh Ball – 
  - Rainbow Dash,
  - Applejack
- Andrea Libman –
  - Pinkie Pie,
  - Fluttershy
- Tabitha St. Germain –
  - Rarity,
  - Wicedyrektor Luna
- Rebecca Shoichet – Sunset Shimmer
- Vincent Tong – Flash Sentry
- Nicole Oliver – Dyrektor Celestia

## Wersja polska
Wersja polska: SDI Media Polska na zlecenie Hasbro

Reżyseria: Joanna Węgrzynowska-Cybińska

Dialogi: Ewa Mart

Teksty piosenek: Krzysztof Pieszak

Kierownictwo muzyczne: Juliusz Kamil

Wystąpili:
- Magdalena Krylik – Twilight Sparkle
- Paulina Raczyło – Sunset Shimmer (dialogi)
- Paulina Korthals – Sunset Shimmer (piosenki)
- Agnieszka Mrozińska-Jaszczuk – Rainbow Dash
- Monika Pikuła – Applejack
- Julia Kołakowska-Bytner – Pinkie Pie
- Małgorzata Szymańska –
  - Fluttershy,
  - „Cherry Crash”,
  - „Mystery Mint”
- Monika Kwiatkowska – Rarity
- Dominika Kluźniak – Spike
- Monika Węgiel-Jarocińska – Dyrektor Grzyb

W pozostałych rolach:
- Agnieszka Fajlhauer – Sugarcoat
- Elżbieta Futera-Jędrzejewska – Dyrektor Celestia
- Julia Głaszczka – Indigo Zap
- Karol Jankiewicz – Flash Sentry
- Katarzyna Łaska – 
  - Dziekan Cadance,
  - „Blueberry Cake”
- Marta Markowicz – 
  - Sour Sweet,
  - „Velvet Sky”
- Michał Podsiadło – Shining Armor
- Brygida Turowska – 
  - Wicedyrektor Luna,
  - „Sophisticata”
- Bartosz Wesołowski – Kierowca autokaru
- Joanna Węgrzynowska-Cybińska – Sunny Flare

Wykonanie piosenek: Juliusz Kamil, Paulina Korthals, Jacek Kotlarski, Małgorzata Kozłowska, Magdalena Krylik, Krzysztof Kubiś, Magda Kusa, Katarzyna Łaska, Adrianna Mikołajewska, Agnieszka Mrozińska-Jaszczuk, Katarzyna Owczarz, Monika Pikuła, Małgorzata Szymańska, Magdalena Tul, Monika Węgiel-Jarocińska, Beata Wyrąbkiewicz
Lektor: Michał Podsiadło

## Klipy promocyjne

### Wersja polska
Wersja polska: SDI Media Polska na zlecenie Hasbro

Reżyseria: Joanna Węgrzynowska-Cybińska

Dialogi: Anna Wysocka

Kierownictwo produkcji: Ewa Krawczyk

Udział wzięli:
- Paulina Raczyło – Sunset Shimmer
- Agnieszka Mrozińska-Jaszczuk – Rainbow Dash
- Monika Pikuła – Applejack
- Julia Kołakowska-Bytner – Pinkie Pie
- Małgorzata Szymańska – Fluttershy
- Karol Jankiewicz – Flash Sentry
- Bartosz Wesołowski – Micro Chips
- Maksymilian Bogumił – Sandalwood
- Monika Wierzbicka – Bon Bon (Sweetie Drops)
- Anna Wodzyńska – Lyra Heartstrings
- Agata Gawrońska-Bauman – Photo Finish
- Brygida Turowska – Wicedyrektor Luna

Lektor: Paweł Bukrewicz

### Spis klipów
| Światowa premiera | Polska premiera | N/o | Polski tytuł                                | Angielski tytuł                       |
| ----------------- | --------------- | --- | ------------------------------------------- | ------------------------------------- |
|                   |                 |     |                                             |                                       |
| 01.08.2015        | 11.08.2015      | 01  | Sedno magii                                 | The Science of Magic                  |
|                   |                 |     |                                             |                                       |
| 08.08.2015        | 23.09.2015      | 02  | Pinkie na przeszpiegach                     | Pinkie Spy                            |
|                   |                 |     |                                             |                                       |
| 15.08.2015        | 23.09.2015      | 03  | Wszystko w imię miłości i Igrzysk Przyjaźni | All's Fair in Love & Friendship Games |
|                   |                 |     |                                             |                                       |
| 22.08.2015        | 23.09.2015      | 04  | Sesja zdjęciowa                             | Photo Finished                        |
|                   |                 |     |                                             |                                       |
| 29.08.2015        | 02.10.2015      | 05  | Malowanie banneru                           | A Banner Day                          |
|                   |                 |     |                                             |                                       |